# Masoreus ciliatus
Masoreus ciliatus är en skalbaggsart som beskrevs av Mutchler. Masoreus ciliatus ingår i släktet Masoreus och familjen jordlöpare. Inga underarter finns listade i Catalogue of Life.